# Nagrak Utara
Nagrak Utara is een bestuurslaag in het regentschap Sukabumi van de provincie West-Java, Indonesië. Nagrak Utara telt 13.743 inwoners (volkstelling 2010).